# محمد قاسم‌زاده
محمّد قاسم‌زاده (زادهٔ ۱۸ تیر ۱۳۳۴) نویسنده، پژوهش‌گر، رمان‌نویس و منتقد ایرانی، از اعضای بازنشستهٔ هیئت علمی فرهنگستان زبان و ادب فارسی و برندهٔ ایرانی جایزه ادبی «پائولو کوئلیو» است.

## زندگی
محمّد قاسم‌زاده متولد ۱۸ تیر ۱۳۳۴ در نهاوند است. تحصیلات ابتدایی و متوسطه را در زادگاهش گذراند، هرچند به‌خاطر شغل نظامی پدر سال‌های کودکی را در شهرهای گوناگون سپری کرد. دبستان اتحاد در نهاوند نخستین مدرسه‌ای بود که در آن درس خواند.
دبیرستان‌های آریا و کوروش‌کبیر در ادامه راه جایگاه‌هایی بود که بر میزهای آن‌ها نشست. سال ۱۳۵۳ دیپلم ادبی گرفت و همان سال وارد دانشگاه تهران شد. در این دانشگاه زبان و ادبیات فارسی خواند و در سال ۱۳۵۷ لیسانس گرفت. مدت نه سال از مهرماه ۱۳۵۸ تا مهر ۱۳۶۷ در قائم‌شهر مازندران دبیر ادبیات بود؛ در مهر ۱۳۶۴ در دانشگاه تهران، بار دیگر شروع به تحصیل کرد و در رشته ادبیات فارسی در ۱۳۶۷ فوق‌لیسانس گرفت.
پس از آن آموزش و پرورش را رها کرد و به وزارت فرهنگ و آموزش عالی منتقل شد. خیلی زود به چین رفت و همکاری با دانشگاه صداوسیمای پکن و بخش فارسی رادیو پکن را آغاز کرد. پس از بازگشت، در سال ۱۳۷۲ به مرکز تحقیقات علمی کشور رفت و تا آذرماه ۱۳۸۳ در این مرکز کار کرد. سپس به فرهنگستان زبان و ادب فارسی منتقل شد و هم‌اکنون در گروه ادبیات تطبیقی این فرهنگستان سرگرم کار و تحقیق است.
محمّد قاسم‌زاده کار پژوهش را از سال ۱۳۶۷ به‌طور جدی آغاز کرد و به‌همراه گروهی، تألیف فرهنگ زندگی‌نامه‌ها را آغاز کرد که جلد اول آن در ۱۳۶۹ منتشر شد.
وی در تابستان ۱۳۸۸ از کار دولتی کناره گرفت و اکنون در تهران تنها به نوشتن اشتغال دارد. 

## آثار

### مجموعه داستان و داستان‌های کوتاه
- پرندگان بی‌فصل (مجموعه داستان کوتاه)، ۱۳۷۶، انتشارات فکر روز
- بی پایاب (داستان کوتاه)، ۱۳۸۷، فصلنامه جشن کتاب، شماره ۳[۳]

### داستان بلند و رمان
- شهسوار بر باره باد (داستان بلند، چاپ اول انتشارات صدای معاصر) ۱۳۷۷، چاپ دوم و سوم انتشارات کاروان
- رقص مرغ سقا (داستان بلند، انتشارات همشهری، ۱۳۷۷)
- بانوی بیهنگام (رمان، انتشارات علم، ۱۳۷۷)
- خاطرات محرمانه خانوادگی، رمان، انتشارات صنوبر، ۱۳۷۹
- توراکینا (رمان، انتشارات کاروان، ۱۳۷۹)
- شهر هشتم (رمان، انتشارات کاروان، ۱۳۸۰) برنده جایزه پائولو کوئیلو سال ۱۳۸۰
- رؤیای ناممکن لی جون (رمان، انتشارات کاروان، ۱۳۸۱)
- رقص در تاریکی (رمان، انتشارات نقش‌ونگار، ۱۳۸۴)
- سیاوش، رمان، از مجموعه میانورد، انتشارات کاروان، ۱۳۸۷
- سهراب (رمان، انتشارات قطره، ۱۳۹۰) اقتباس از شاهنامه فردوسی
- اسفندیار (رمان، انتشارات قطره، ۱۳۹۰) اقتباس از شاهنامه فردوسی
- صندلی روی بالکن (رمان، انتشارات قطره، ۱۳۹۰)
- چیدن باد (رمان، انتشارات قطره ۱۳۹۱) (تجدید چاپ از نشر روزبهان) روایتی از تاریخ معاصر، از دوره قاجار تا پهلوی
- گفتا من آن ترنجم (رمان، نشر روزبهان، ۱۳۹۵) رمانی دربارهٔ مهر مولانا و شمس تبریزی[۴]
- اصلاح رقص در تاریکی. چاپ دوم انتشارات جغد. ۱۳۹۹
- مردی که خواب می‌فروخت. رمان. انتشارات سده. ۱۳۹۸
- توفان سال موش. رمان. انتشارات نیماژ. ۱۳۹۹

### تحقیق و مقالات
- روی جاده نمناک (بررسی آثار صادق هدایت، انتشارات کاروان، ۱۳۸۱)
- نوستراداموس به روایت کلثوم ننه (داستان بلند، انتشارات کاروان، ۱۳۸۲)
- داستان نویسان معاصر ایران (گزیدة داستان، انتشارات هیرمند، ۱۳۸۲)
- افسانه‌های کهن ایرانی (تدوین و ویرایش مجموعه آثار صبحی مهتدی، انتشارات هیرمند، ۱۳۸۶)
- داستانهای مثنوی. انتشارات هیرمند. ۱۳۸۸
- داستانهای عاشقانه ادبیات فارسی. انتشارات هیرمند. ۱۳۸۹
- داستان‌های پهلوانی و عیاری ادبیات فارسی. انتشارات هیرمند. ۱۳۹۰
- افسانه‌های ایرانی (دوره هشت جلدی) انتشارات هیرمند. از ۱۳۹۰ تا ۱۳۹۹

## جایزه‌ها
- داستان بلند شهر هشتم، برندهٔ جایزهٔ پائولو کوئلیو در سال ۱۳۸۰.[۵]

- رمانِ چیدن باد، برندهٔ جایزه ادبی مهرگان؛ ۱۳۹۵.[۶]